# Moufle (outil)
Pour les articles homonymes, voir moufle.
Un moufle (étymologie incertaine dans ce sens) est une partie de dispositif mécanique (palan) qui permet le levage d'une charge par plusieurs brins de câble, afin de démultiplier l'effort de traction.

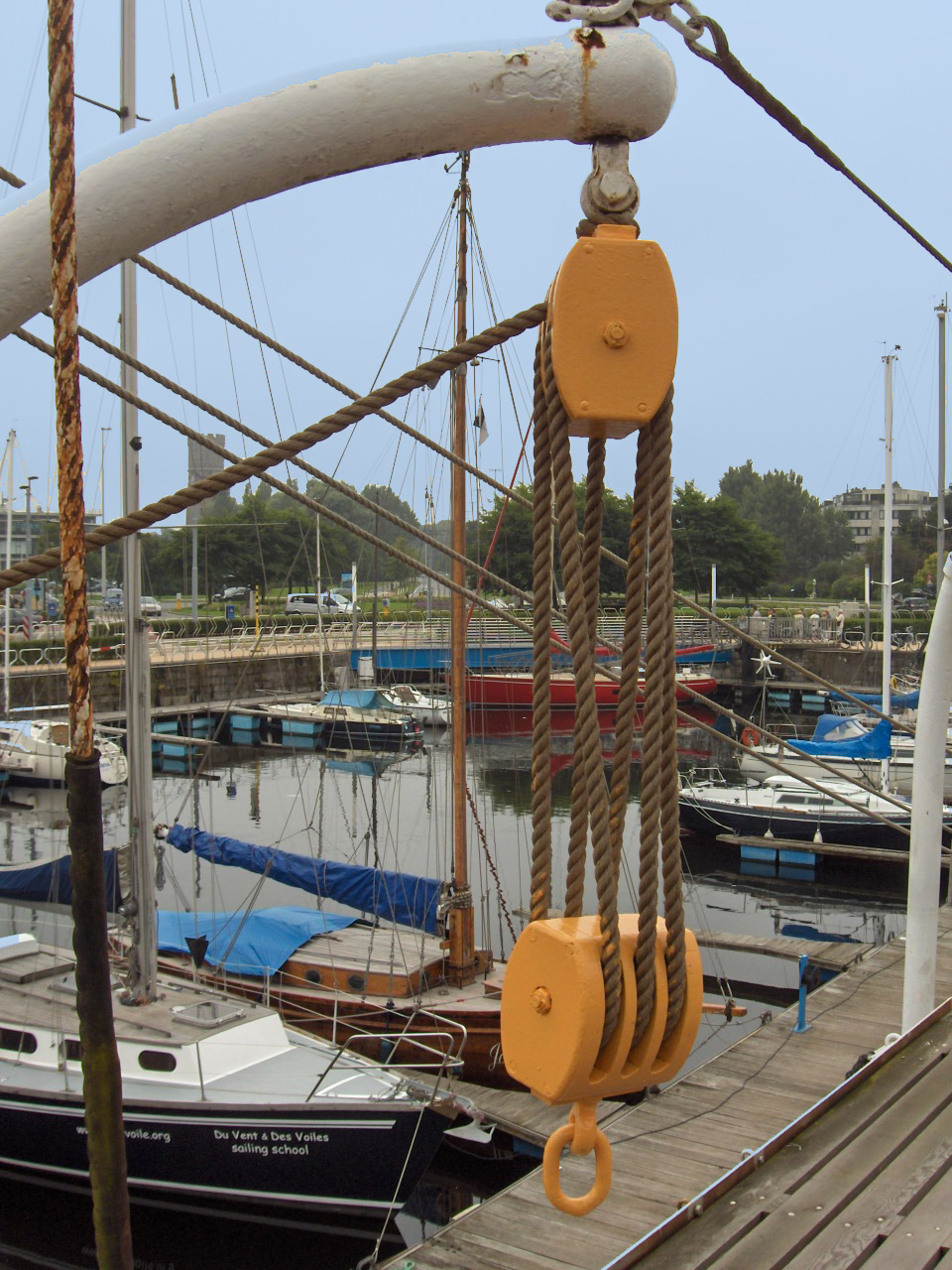
Moufle utilisé sur le Mercator.

## Histoire

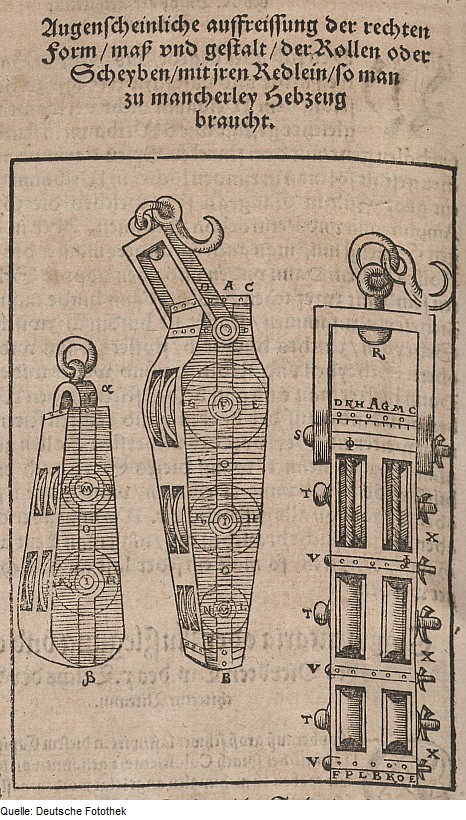
Vitruve. De Architectura. Édition de Walther Hermann Ryff.

Le principe de la moufle est complètement intégré par Archimède et fait régulièrement partie des ouvrages de mécanique depuis cette époque.

## Principe d'assemblage des moufles

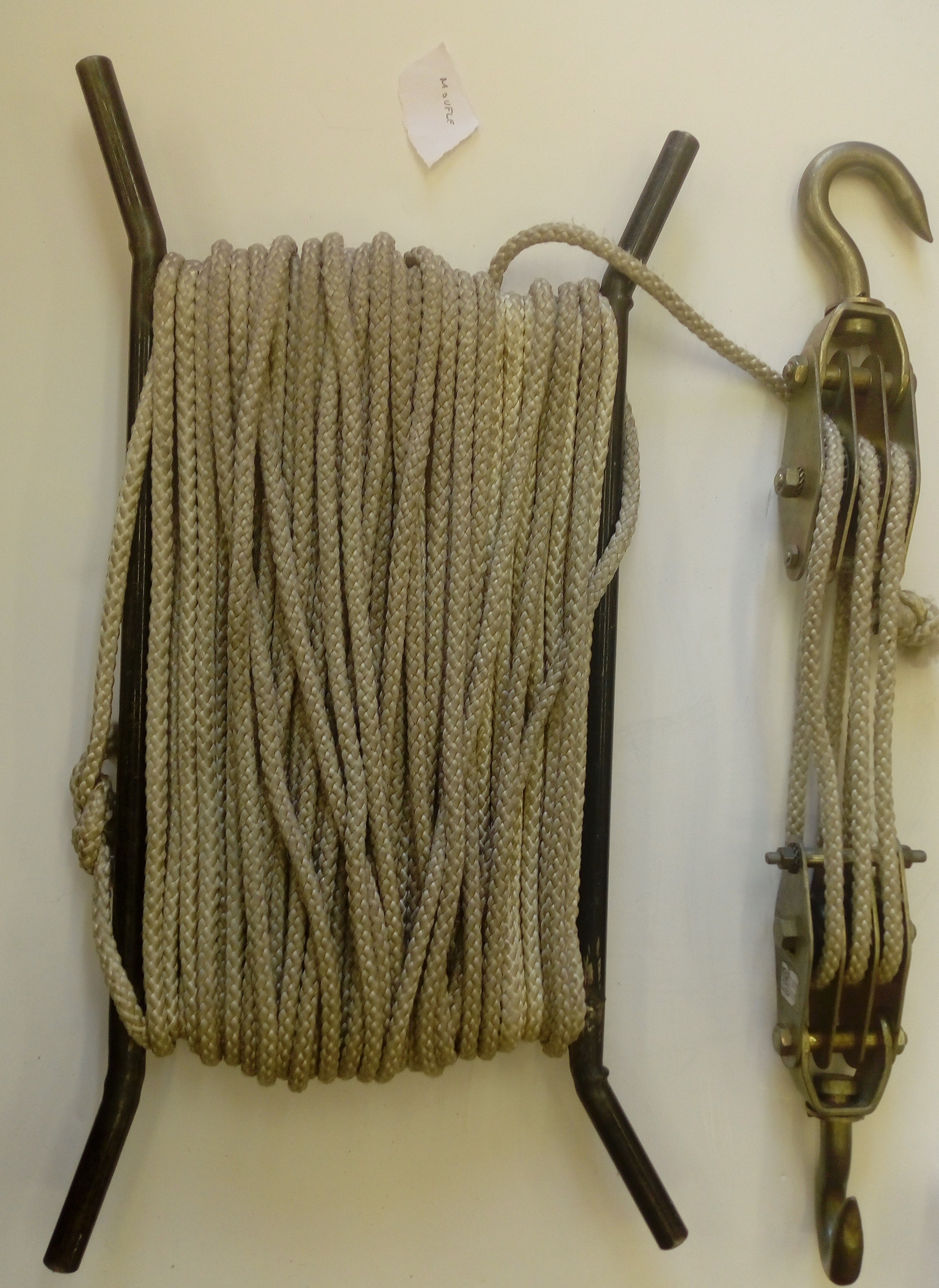
Moufle

L'association d'un moufle supérieur fixe portant les poulies de renvoi et d'un moufle inférieur mobile supportant la charge constitue un palan.
- Cas le plus simple : deux poulies, une poulie fixe et une poulie mobile ; la démultiplication est alors de deux.
- Cas de plusieurs poulies mobiles : la démultiplication correspond au nombre de brins — donc au nombre total de poulies (fixe et mobiles) pour un palan.
- Par exemple, dans un mouflage à quatre brins, la tension du câble est de l'ordre du quart de la charge à lever (aux effets géométriques, de frottement et dynamiques près) et la longueur de câble enroulée est de l'ordre de quatre fois la course de levage.

Le moufle inférieure est constitué :
- d'une structure supportant une ou plusieurs poulies,
- généralement de dispositifs empêchant le désengagement du câble ou retenant la poulie en cas de rupture d'axe,
- d'un axe vertical laissant la charge libre en lacet,
- d'une interface avec les accessoires de levage permettant la manutention de la charge (crochet, système de brochage...).

## Mouflage

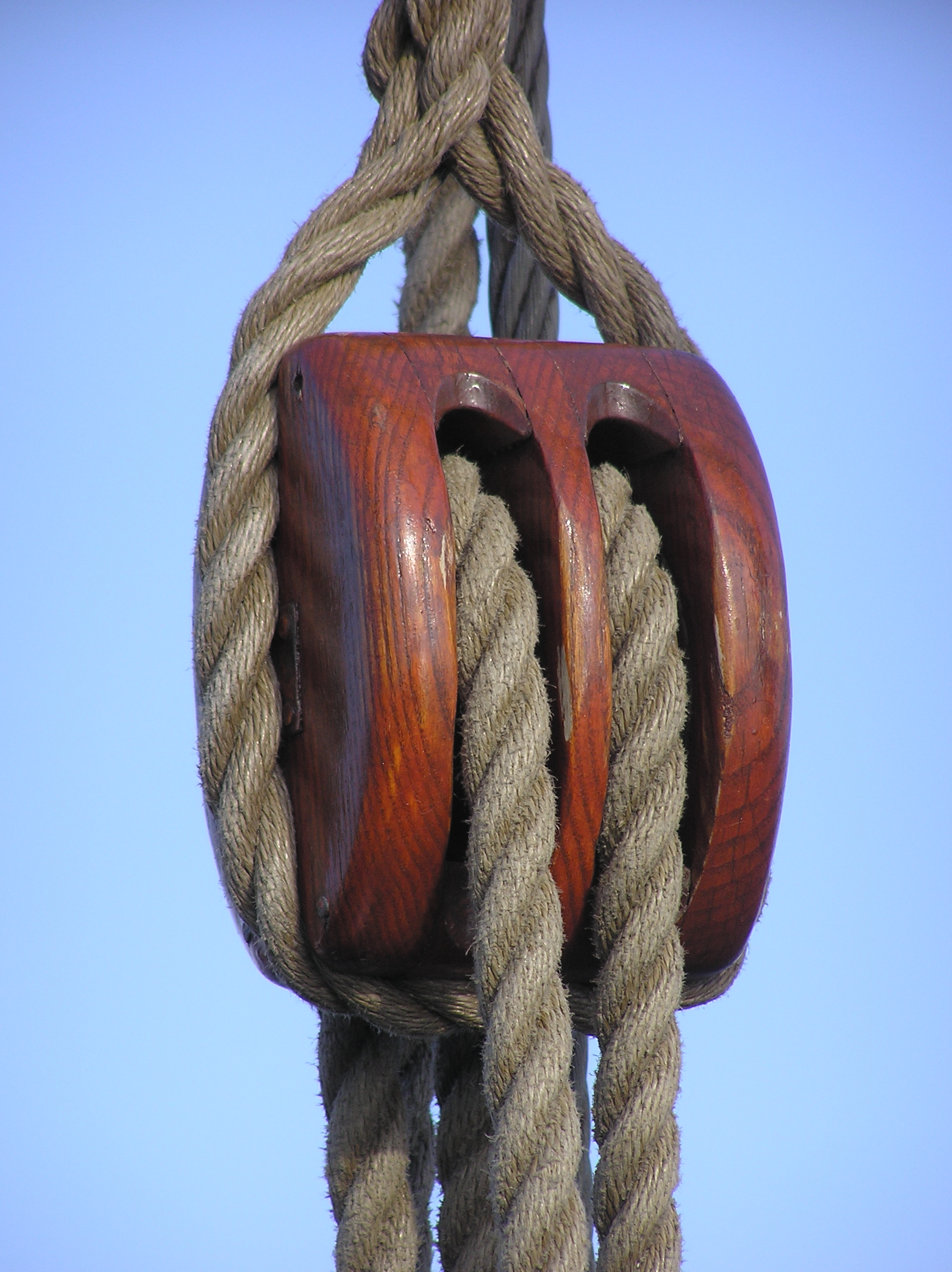
Mouflage utilisé dans la marine à voile.

On appelle mouflage la figure formée par les brins de câble, entre tambours, points fixes, poulies de renvoi et moufle.
Pour des raisons de sécurité, on peut utiliser deux câbles distincts. 
On parle de mouflage croisé quand deux câbles suivent des cheminements voisins. Ils forment généralement une figure à deux fois quatre brins : tambour - moufle - poulie de renvoi - moufle - palonnier de point fixe ou tambour. Les deux câbles sont repris par un palonnier d'équilibrage, articulé au point fixe, qui permet d'absorber les éventuels écarts de longueur des deux câbles.

## Utilisation
- Soulèvement de charges par un pont roulant.
- Constitution d'un palan avec deux moufles.
- Les grues sont constituées d'un système de mouflage simple ou double.
- L'armement d'arbalètes de forte puissance (Moyen Âge).
- Système de tension des caténaires.
- Mouflage lors de secours en montagne, notamment pour une sortie de crevasse.
- Mouflage lors de travaux de désobstruction en spéléologie ou lors de l'évacuation d'une victime dans des conduits subverticaux (puits et assimilés)[1].
- Dans certains cas, le mouflage était utilisé par les vétérinaires lors de vêlages difficiles. En effet, il est particulièrement précis et permet d'extraire l'animal par les pattes sans le blesser, par une traction au millimètre près.